# Тиранчик-довгохвіст
Тира́нчик-довгохві́ст (Mecocerculus) — рід горобцеподібних птахів родини тиранових (Tyrannidae). Представники цього роду мешкають в Південній Америці.

## Таксономія і систематика
Молекулярно-генетичне дослідження, проведене Телло та іншими в 2009 році дозволило дослідникам краще зрозуміти філогенію родини тиранових. Згідно із запропонованою ними класифікацією, рід Тиранчик-довгохвіст (Mecocerculus) належить до родини тиранових (Tyrannidae), підродини Еленійних (Elaeniinae) і триби Euscarthmini. До цієї триби систематики відносять також роди Тиран-малюк (Zimmerius), Каландрита (Stigmatura), Інезія (Inezia), Тиранчик-рудь (Euscarthmus), Тиран-карлик (Ornithion), Тиран-крихітка (Phyllomyias) і Тиранчик-тонкодзьоб (Camptostoma).

## Види
Виділяють шість видів:
- Тиранчик-довгохвіст білогорлий (Mecocerculus leucophrys)
- Тиранчик-довгохвіст перуанський (Mecocerculus poecilocercus)
- Тиранчик-довгохвіст болівійський (Mecocerculus hellmayri)
- Тиранчик-довгохвіст рудокрилий (Mecocerculus calopterus)
- Тиранчик-довгохвіст жовточеревий (Mecocerculus minor)
- Тиранчик-довгохвіст колумбійський (Mecocerculus stictopterus)

## Етимологія
Наукова назва роду Mecocerculus походить від сполучення слів дав.-гр. μηκος — довгий і κερκος — хвіст.